# Lea Valtasaari
Lea Ilona Valtasaari, född 4 januari 1915 i Kuopio, död 10 april 1997 i Helsingfors, var en finländsk kemist.
Valtasaari var verksam äldre forskare vid Statens tekniska forskningsanstalt (VTT) 1949–1978 och blev filosofie doktor 1967. Hon var en av Finlands första experter inom polymerkemi och bedrev forskning om cellulosans molmassafördelning, konfiguration och löslighet.